# Agostino Abbagnale
Agostino Abbagnale (* 25. srpna 1966 Pompeje) je bývalý italský veslař, účastník tří letních olympijských her, na nichž získal třikrát zlato, z mistrovství světa se vrátil celkem se dvěma zlatými a dvěma stříbrnými medailemi. Jeho disciplínami byl dvojskif a párová čtyřka.

## Průřez sportovní kariérou
Společně se svými dvěma bratry Carminem a Giuseppem žili poblíž ruin slavného starověkého města pohřbeného popelem Vesuvu a trénovali na slané vodě Neapolského zálivu. Agostino vesloval za tým GS Fiamme Gialle a Itálii reprezentoval už na mistrovství světa 1985, kde byl členem stříbrné osmiveslice. O dva roky později usedl do párové čtyřky, která však obsadila až 11. místo.
Ve svých 22 let se zúčastnil svých prvních Letních olympijských her v Soulu. Stejně jako jeho bratři na dvojce s kormidelníkem si odtud odvezl zlatou medaili v párové čtyřce. Zanedlouho nato začal Agostino trpět na trombózu žil na nohou a na plných pět let se musel vzdát veslování. Proto musel vynechat i Letní olympijské hry 1992 olympiádu v Barceloně.
Po vyléčení se na světovou regatu vrátil v roce 1995, kdy ještě nebyl v plné formě a na dvojskifu obsadil 13. místo. Poté absolvoval úspěšné olympijské hry v Atlantě a v následujících dvou letech si přivezl dvakrát za sebou světový titul s párovou čtyřkou. Ta zase zazářila olympijským triumfem 2000 v Sydney. Posledním Abbagnanovým úspěchem byla stříbrná medaile z MS 2002 na dvojskifu. Potom se opět ohlásily vážné problémy s trombózou a Agostino Abbagnale musel závodní kariéru ukončit. V roce 2006 obdržel od orgánu FISA medaili Thomase Kellera za svoji úspěšnou kariéru veslaře. Tuto cenu jeho bratři obdrželi o devět let dříve.

## Agostino Abbagnale na olympijských hrách
Na Letních olympijských hrách 1988 v Soulu se prezentoval Abbagnale na párové čtyřce (složení: Abbagnale, Davide Tizzano, Gianluca Farina, Piero Poli), která svoji rozjížďku vyhrála druhým nejrychlejším časem po čtyřce NDR. Už v semifinále však východní Němce jasně porazila a nakonec kromě nich předčila i favorizovanou posádku Norska, Němci skončili třetí. Po oficiálním medailovém ceremoniálu došlo k nešťastné události, když při tradiční koupili olympijských vítězů srazil kolega Tizzano Abbagnalovi medaili z ruky a ta skončila na dně kanálu. Potápěči ji pak našli o dva dny později, tekže s Agostino bez medaile do vlasti nevracel.
Po dlouhé rekonvalescenci se objevil Abbagnale na Letních olympijských hrách 1996 v Atlantě, tentokrát se svým partnerem Davidem Tizzanem ve dvojskifu. V rozjížďce si mohli pošetřit síly a jejich čas nenapovídal o celkových ambicích posádky, ale vyhráli ji s pohodlným náskokem. V semifinále byl jejich čas o deset vteřin rychlejší a nechali za sebou dvojici Norů i Němců. Finálový souboj mezi sebou svedly právě tyto tři páry a Abbagnale s Tizzanem získali olympijský titul, když polední mistři světa Dánové skončili naprázdno.
Na olympijských hrách v Sydney 2000 byl Abbagnale již nejzkušenějším z posádky Italů (Abbagnale, Alessio Sartori, Rosano Galtarossa, Simone Raineri). Už v rozjížďkách ukázali svým časem, kdo je hlavním adeptem olympijského zlata. Suverénně vyhráli i semifinále, kde dosáhli dokonce rekordního olympijského času. Ve finále pak měli celý závod pod kontrolou a porazili předchozí dvojnásobné olympijské vítěze Německo, před nimiž skončilo na stříbrném místě navíc Nizozemsko.